# Treslinghuis
Het Treslinghuis, gelegen in het midden van de Oosterparkwijk in Groningen, was een multifunctioneel gebouw waarin meerdere, deels maatschappelijke, activiteiten samenvielen onder de hoed van Werkpro Groningen. Het richtte zich met name op verhuur van zaal- en kantoorruimte en ook was er een restaurant gevestigd, Grand Café genaamd.

## Historie
Het Treslinghuis is oorspronkelijk gebouwd in 1913-1915 als een ‘verzorgingstehuis voor de a-socialen’.  In de jaren dertig van de 20e eeuw bood het onder andere onderdak aan TBC-patiënten. In 1959 werd het gebouw vernoemd naar Tjalling Petrus Tresling, een Groninger advocaat die zich in begin 19e eeuw inzette voor maatschappelijk misdeelden. Het pand was later jarenlang een verpleeghuis (nu Innersdijk) totdat in 2005 het pand via woningbouwcorporatie Nijestee een maatschappelijke bestemming kreeg. Er kwamen jongerenwoningen en Stichting Wing en Stichting Huis kregen er onderdak. Na het faillissement van Wing nam Stichting Werkpro (voormalig Werkprojecten Groep) het stokje over van Wing. Nadien is veel energie gestoken in het moderniseren en herinrichten van het pand om in het gebouw, als centraal punt in de wijk, breed dienstverlening aan te kunnen bieden in aan de Oosterparkwijk.

## Sloop
In 2018 is het gebouw gesloopt om plaats te maken voor een school en een appartementencomplex.